# Astrid von Norwegen

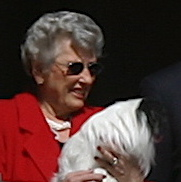
Prinzessin Astrid (2007)

Prinzessin Astrid Maud Ingeborg von Norwegen (* 12. Februar 1932 in Oslo) ist die jüngste Tochter von König Olav V. und Märtha von Schweden und gehört dem Haus von Schleswig-Holstein-Sonderburg-Glücksburg an, einer Nebenlinie des Hauses Oldenburg.

## Leben
Prinzessin Astrid wurde am 12. Februar 1932 in der Villa Solbakken in Oslo geboren. Ihr Taufname war Astrid Maud Ingeborg. Sie ist das zweite Kind von Olav V. von Norwegen, seiner Frau Märtha von Schweden und die Schwester des aktuellen norwegischen Königs Harald V. Ihre Kindheit verbrachte sie auf dem Landgut Skaugum. Zwischen 1940 und 1945 lebte sie mit ihren Eltern und Geschwistern zunächst in Schweden, dann in den USA im Exil. Nach dem Krieg kehrte sie nach Oslo zurück. 1950 machte sie in Oslo ihr Abitur und studierte danach zwei Jahre lang in Oxford. 
Seit dem Tod ihrer Mutter im Jahr 1954 war sie die erste Frau im Staat, da ihre Schwester Ragnhild bereits einen bürgerlichen Mann geheiratet hatte und in Brasilien lebte. Prinzessin Astrid übernahm die repräsentativen Pflichten an der Seite ihres Vaters bis zur Hochzeit ihres jüngeren Bruders Harald im Jahr 1968. Anschließend übernahm das Kronprinzenpaar Harald und Sonja diese Pflicht. Aufgrund ihres jahrelangen Engagements für Norwegen zahlt ihr die norwegische Regierung seit 2002 eine Rente.
Am 12. Januar 1961 heiratete sie den Bürgerlichen Johan Martin Ferner in Asker. Zusammen haben sie fünf Kinder. Seit der Hochzeit trägt sie den Titel Prinzessin Astrid, Frau Ferner (norwegisch: prinsesse Astrid, fru Ferner).
Auch während der Krankheit von König Harald V. im Jahr 2005 stand die Prinzessin dem Königshaus mit der Wahrnehmung repräsentativer Aufgaben bei. 
Prinzessin Astrid hat unter anderem die Schirmherrschaft für den Verein für Kinder mit Legasthenie übernommen.

## Kinder und Enkel
- Cathrine Ferner Johansen (* 22. Juli 1962) ist seit 1989 mit Arild Johansen (* 1961) verheiratet. Sie haben zwei Kinder:
  - Sebastian Ferner Johansen (* 1990)
  - Madeleine Ferner Johansen (* 1993)
- Benedikte Ferner (* 27. September 1963) war von 1994 bis 1998 mit Rolf Woods (* 1963) und von 2000 bis 2002 mit Mons Einar Stange (* 1962) verheiratet.
- Alexander Ferner (* 15. März 1965) ist seit 1996 mit Margaret Gudmundsdottir (* 1966) verheiratet.
  - Edward Ferner (* 1996)
  - Stella Ferner (* 1998)
- Elisabeth Ferner (* 30. März 1969) war von 1992 bis 2004 mit Tom Folke Beckmann (* 1963) verheiratet. Sie haben einen Sohn:
  - Benjamin Beckmann (* 1999)
- Carl-Christian Ferner (* 22. Oktober 1972) ist seit 2014 mit Anna-Stina Slattum (* 1984) verheiratet.

## Sonstiges
Die Prinzessin-Astrid-Küste in der Antarktis ist nach ihr benannt worden.
Astrid stand, als vor 1971 geborene Frau, nie in der norwegischen Thronfolge, als Urenkelin von Eduard VII. allerdings in der britischen. Ihre Kinder und Enkelkinder folgen entsprechend der Thronfolgeregel auf den nächsten Plätzen.